# Odontanthias chrysostictus
Odontanthias chrysostictus is een straalvinnige vissensoort uit de familie van zaag- of zeebaarzen (Serranidae). De wetenschappelijke naam van de soort werd voor het eerst geldig gepubliceerd in 1872 door Günther.